# Yaroslavna Corona
Yaroslavna Corona est une corona, formation géologique en forme de couronne, située sur la planète Vénus par 38,8° N et 21,2° E. Elle est localisée dans le quadrangle de Bereghinya Planitia. Elle a été nommée en référence à Yaroslavna, Russe, épouse de Prince Igor ; attendit patiemment son retour de captivité (XIIe siècle), antérieurement Yaroslavna Patera. 

## Géographie et géologie
Yaroslavna Corona couvre une surface circulaire d'environ 112 km de diamètre. 